# Two Little Pals
Two Little Pals è un cortometraggio muto del 1913 diretto da Warwick Buckland.

## Trama
Un signorotto salva un'orfana. Il medaglione della ragazza dimostra che lei è la sorella di sua moglie.

## Produzione
Il film fu prodotto dalla Hepworth.

## Distribuzione
Distribuito dalla Hepworth, il film - un cortometraggio in una bobina - uscì nelle sale cinematografiche britanniche nel febbraio 1913. Negli Stati Uniti, fu distribuito dalla Blinkhorn Photoplays nel gennaio 1914.
Si conoscono pochi dati del film che, prodotto dalla Hepworth, fu distrutto nel 1924 dallo stesso produttore, Cecil M. Hepworth. Fallito, in gravissime difficoltà finanziarie, il produttore pensò in questo modo di poter almeno recuperare il nitrato d'argento della pellicola.